# Hans Max Jahn
Hans (Johannes) Max Jahn (* 4. Juli 1853 in Küstrin; † 7. August 1906 in Berlin) war ein deutscher Chemiker, Physikochemiker und Hochschullehrer.

## Leben und Wirken
Jahn studierte zunächst an der Universität Heidelberg Chemie, Physik und Mathematik, bevor er an die Friedrich-Wilhelms-Universität Berlin zu August Wilhelm von Hofmann wechselte, der Jahn als Privatassistent engagierte und bei dem Jahn 1875 auch mit einer Dissertation über die Derivate des secundären Octylalkohols seinen Doktortitel erwarb.
Anschließend reiste er nach Griechenland an die Universität nach Athen, wo er kurzfristig zum Professor ernannt einen Lehrstuhl erhielt. Aber schon 1877 kehrte er Athen den Rücken und beschäftigte sich mit Ernst Ludwig an dessen Wiener Laboratorium der Wiener Handelsakademie mit Gerbstoffen, der Analyse des Thermopylen-Quellwassers, mit chemischen Reaktionen der Ethanolzersetzung und der Dampfdichte des Broms und an dem er als Privatdozent Vorlesungen hielt.
Es war die Zeit, als stromerzeugende Experimente immer mehr zu praktischen Ergebnissen führten, wobei sich unter anderen insbesondere die Briten Michael Faraday und James Clerk Maxwell einen Namen machten aber auch Oskar von Miller, dem die erste Gleichstromfernübertragung Miesbach–München in Deutschland gelungen ist, sollte bei dieser Aufzählung nicht vergessen werden. Es war naheliegend, dass sich auch Jahn für diesen Teil des Technikgebiets interessierte und eventuelle Anwendungen für die Chemie zu hinterfragen. Mit Leopold von Pebal fand er 1884 an der Universität Graz einen kongenialen Partner, mit dem zusammen er durchaus zu den Pionieren der Elektrochemie zu nennen ist. Mit seinen Forschungen zu den Wechselwirkungen der Elektrochemie einerseits und der Thermodynamik andererseits gelang Jahn, die Gültigkeit des II. Hauptsatzes der Thermodynamik und des Jouleschen Gesetzes für Elektrolyte nachzuweisen. Wichtige Erfahrungen sammelte Jahn bei diesen Forschungen zur Verzahnung von chemischer und elektrischer Energie in galvanischen Zellen. Quasi als „Nebenprodukt“ erweiterte Jahn mit seinen Arbeiten auch sein erhebliches Wissen zur Thermoelektrizität und untermauerte dabei beiläufig die Theorie der Gibbs-Helmholtz-Gleichung.
1889 zog es Jahn dann wieder zurück nach Berlin, wo er an der Landwirtschaftlichen Hochschule Berlin eine Professorenstelle übernahm und am von Hans Heinrich Landolt geleiteten Institut seine elektrochemischen Experimente und Forschungen fortsetzte. Seine Schwerpunkte waren die Reaktionen von polarisiertem Licht in Flüssigkeiten, die Molfraktion, die damals so genannte latente Wärme (heute: Verdampfungsenthalpie) und der elektrolytischen Dissoziation. Um 1900 geriet er in einen Disput mit Max Planck, Walther Nernst und Svante Arrhenius, als er dessen Gleichung zu modifizieren versuchte, aber dabei nicht so wie gewohnt erfolgreich war.
Ein Vermächtnis Jahns in seinen Lehrbüchern und Vorlesungen war die Notwendigkeit der mathematischen Durchdringung der Chemie, sowie die Verdienste, die er sich um die Anerkennung des Entropie-Konzepts erworben hat.

## Werke
- M. Jahn: Beitrag zur Kenntniss des secundären Octylalkohels. Dissertation. Verlag Schade, Berlin 1875.
- M. Jahn: Die Grundsätze der Thermochemie und ihre Bedeutung für die theoretische Chemie. Hölder, Wien, Verlag 1882.
- M. Jahn: Die Elektrolyse und ihre Bedeutung für die theoretische und angewandte Chemie. Hölder, Wien, Verlag 1883.
- M. Jahn: Grundriss der Elektrochemie. Hölder, Wien, Verlag 1895.
- M. Jahn: Über die elektromagnetische Drehung der Polarisationsebene in Flüssigkeiten, besonders in Salzlösungen. In: Sitzungsberichte der Königlich Preussischen Akademie der Wissenschaften zu Berlin. Band 1, 1891, S. 237–259.
- M. Jahn, H. Landolt: Über die Molecularrefraction einiger einfacher organischer Verbindungen für Strahlen von unendlich grosser Wellenlänge. In: Sitzungsberichte der Königlich Preussischen Akademie der Wissenschaften zu Berlin. Band 2, 1892, S. 729–758.